# 藪塚站
藪塚車站（日语：／ Yabuzuka eki */?）位於日本群馬縣太田市藪塚町，是東武鐵道桐生線的鐵路車站。車站編號是TI 53。

## 車站
側式月台2面2線的地面車站。從站房側起為1號月台、下行線、2號月台、上行線。兩月台間有天橋連通。

### 月台配置
| 月台 | 路線   | 方向 | 目的地                                                           |
| ---- | ------ | ---- | ---------------------------------------------------------------- |
| 1    | 桐生線 | 下行 | 新桐生、赤城方向                                                 |
| 2    | 桐生線 | 上行 | 太田、 伊勢崎線 館林、 東武晴空塔線 北千住、東京晴空塔、淺草方向 |

## 使用情況
2016年度一日平均上下車人次為1,071人。
近年一日平均上下車人次的推移如下表。
| 年度               | 一日平均上下車人次 |
| ------------------ | ------------------ |
| 2003年（平成15年） | 886                |
| 2004年（平成16年） | 909                |
| 2005年（平成17年） | 897                |
| 2006年（平成18年） | 875                |
| 2007年（平成19年） | 875                |
| 2008年（平成20年） | 953                |
| 2009年（平成21年） | 964                |
| 2010年（平成22年） | 989                |
| 2011年（平成23年） | 1,005              |
| 2012年（平成24年） | 1,089              |
| 2013年（平成25年） | 1,130              |
| 2014年（平成26年） | 1,119              |
| 2015年（平成27年） | 1,100              |
| 2016年（平成28年） | 1,071              |

## 車站周邊
- 太田市役所藪塚本町廳舍
  - 太田市薮塚本町行政中心
- 太田市藪塚本町文化會館
- 太田市立藪塚本町圖書館
- 太田市藪塚本町中央公民館
- 藪塚本町郵便局（日语：藪塚本町郵便局）
- 藪塚站前郵便局
- 桐生信用金庫（日语：桐生信用金庫）薮塚支店
- 藪塚溫泉（日语：藪塚温泉）
- 三日月村（日语：三日月村）
- 日本蛇類中心（日语：ジャパンスネークセンター）
- 太田市立藪塚本町歷史民俗資料館
- 三島神社
- 西山古墳
- 北山古墳

## 相鄰車站
東武鐵道
 桐生線
- ■特急「兩毛」停車站

■普通
治良門橋（TI 52）－藪塚（TI 53）－阿左美（TI 54）

## 外部連結
- 藪塚（車站資訊） - 東武鐵道

1. ↑  . 東武鉄道ポータルサイト.   [2016-03-09]. （原始内容存档于2016-08-06）.
2. ↑  .   [2017-10-28]. （原始内容存档于2017-07-31）.